# Nandi (peuple)
Pour les articles homonymes, voir Nandi.
Ne doit pas être confondu avec Nande (peuple).

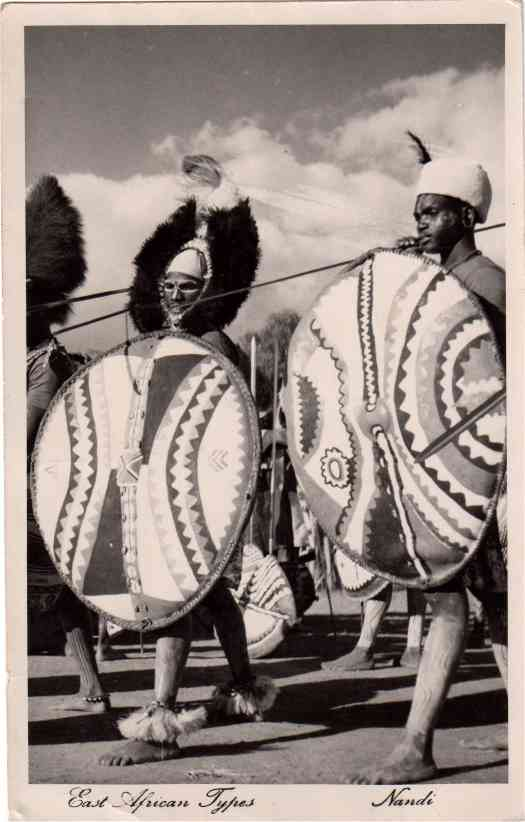
Hommes Nandi (1954)

Les Nandi sont une population d'Afrique de l'Est établie au Kenya. Ils font partie du groupe kalenjin.

## Ethnonymie
Selon les sources et le contexte, on observe quelques variantes : Cemual, Naandi, Nandis.

## Langues
Ils parlent le nandi, une langue kalenjin dont le nombre de locuteurs était d'environ 949 000 lors du recensement de 2009.